# BigDog
BigDog — четырёхногий шагающий робот с адаптивным управлением, созданный в 2005 году фирмой Boston Dynamics совместно с Foster-Miller, Лабораторией реактивного движения и Harvard University Concord Field Station[что?].

## Описание
Проект BigDog финансируется Defense Advanced Research Projects Agency с надеждой на то, что он сможет переносить снаряжение и помогать солдатам на территории, где не способен передвигаться обычный транспорт. Вместо колёс и гусениц BigDog использует четыре ноги. В ногах находится большое количество разнообразных сенсоров. Также у BigDog имеется лазерный гироскоп и система бинокулярного зрения.
Длина робота — 0,91 метра, высота 0,76 метра, вес 110 килограммов. В настоящее время он способен передвигаться по труднопроходимой местности со скоростью 6,4 км в час, перевозить 154 кг груза и подниматься на 35-градусную наклонную плоскость. Его передвижение контролирует компьютерная система, которая получает данные от различных сенсоров. Навигация и равновесие также управляются этой системой.
18 марта 2008 года Boston Dynamics выпустила видео о новом поколении робота BigDog. Видео показывает возможность робота ходить по ледяной поверхности и возможность восстанавливать равновесие после удара сбоку.
В конце ноября 2015 года компания заявила, что прекращает дальнейшие работы по развитию BigDog. Были названы две главные причины: ограниченные возможности робота и слишком громкий демаскирующий шум, с которым так и не удалось справиться разработчикам. 
В связи с этим компания переключилась на робота Spot Mini, меньший вариант BigDog, который работает на тихом электродвигателе и, как заявляется, более ловкий.

## Устройство
BigDog приводится в движение двухтактным одноцилиндровым двигателем от карта со скоростью вращения 9000 об/мин, из-за чего слышен громкий звук мотора(в последующих версиях робота планировалось исправить этот демаскирующий недостаток, но этого сделать так и не удалось). Мотор служит приводом для гидронасоса, который в свою очередь питает гидродвигатели ног. В каждой из ног установлено по 4 гидродвигателя (два для бедренного сустава и по одному для коленного и голеностопного суставов), общее их число — 16. Каждый из гидродвигателей состоит из гидроцилиндра, сервоклапана, а также датчиков положения и усилия. 
Робот обладает хорошей устойчивостью: во время испытаний он не падал при проходе по льду и при сильных толчках.
Бортовой компьютер робота представляет собой упрочнённый вариант платформы PC/104 с процессором класса Pentium под управлением ОС QNX.
Для управления использовались три радиоканала, в том числе на частотах WiFi и 1800 МГц.

## Галерея
- Передняя опора
- Задняя опора
- Модуль индикации
- Антенны
- Вид сзади
- Вид сзади
- Вид с правого борта
- Фронтальный вид
- Вид с левого борта